# Bulgária az 1998. évi téli olimpiai játékokon
Bulgária a japán Naganóban megrendezett 1998. évi téli olimpiai játékok egyik részt vevő nemzete volt. Az országot az olimpián 6 sportágban 19 sportoló képviselte, akik összesen 1 érmet szereztek.

## Érmesek
| Érem  | Versenyző           | Sportág | Versenyszám                |
| ----- | ------------------- | ------- | -------------------------- |
| Arany | Ekaterina Dafovszka | Biatlon | Női 15 km egyéni indításos |

## Alpesisí
Férfi
| Versenyző        | Versenyszám      | 1. futam      | 1. futam      | 2. futam      | 2. futam      | Összesítés | Összesítés |
| Versenyző        | Versenyszám      | Idő           | Hely.         | Idő           | Hely.         | Idő        | Helyezés   |
| ---------------- | ---------------- | ------------- | ------------- | ------------- | ------------- | ---------- | ---------- |
| Petar Dicsev     | Műlesiklás       | 59,62         | 29.           | nem ért célba | nem ért célba | kiesett    | kiesett    |
| Sztefan Georgiev | Műlesiklás       | 57,95         | 27.           | 58,17         | 23.           | 1:56,12    | 22.        |
| Sztefan Georgiev | Óriás-műlesiklás | 1:27,76       | 40.           | 1:23,13       | 29.           | 2:50,89    | 32.        |
| Ljubomir Popov   | Műlesiklás       | nem ért célba | nem ért célba | kiesett       | kiesett       | kiesett    | kiesett    |
| Ljubomir Popov   | Óriás-műlesiklás | nem ért célba | nem ért célba | kiesett       | kiesett       | kiesett    | kiesett    |
| Angel Pumpalov   | Műlesiklás       | nem ért célba | nem ért célba | kiesett       | kiesett       | kiesett    | kiesett    |

| Versenyző    | Versenyszám | Műlesiklás | Műlesiklás | Műlesiklás | Műlesiklás | Műlesiklás | Műlesiklás | Lesiklás | Lesiklás | Összesítés | Összesítés |
| Versenyző    | Versenyszám | 1. futam   | 1. futam   | 2. futam   | 2. futam   | Össz.      | Össz.      | Lesiklás | Lesiklás | Összesítés | Összesítés |
| Versenyző    | Versenyszám | Idő        | Hely.      | Idő        | Hely.      | Idő        | Hely.      | Idő      | Hely.    | Idő        | Helyezés   |
| ------------ | ----------- | ---------- | ---------- | ---------- | ---------- | ---------- | ---------- | -------- | -------- | ---------- | ---------- |
| Petar Dicsev | Összetett   | 51,16      | 12.        | kizárták   | kizárták   | kiesett    | kiesett    | kiesett  | kiesett  | kiesett    | kiesett    |

Női
| Versenyző          | Versenyszám | 1. futam | 1. futam | 2. futam | 2. futam | Összesítés | Összesítés |
| Versenyző          | Versenyszám | Idő      | Hely.    | Idő      | Hely.    | Idő        | Helyezés   |
| ------------------ | ----------- | -------- | -------- | -------- | -------- | ---------- | ---------- |
| Nadezsda Vaszileva | Műlesiklás  | 52,68    | 37.      | 52,76    | 26.      | 1:45,44    | 26.        |

## Biatlon
Férfi
| Versenyző       | Versenyszám  | Lövőhiba    | Időeredmény | Helyezés |
| --------------- | ------------ | ----------- | ----------- | -------- |
| Georgi Kaszabov | 10 km sprint | 0 (0+0)     | 31:09,5     | 57.      |
| Georgi Kaszabov | 20 km egyéni | 5 (0+2+1+2) | 1:06:59,5   | 67.      |

Női
| Versenyző                                                              | Versenyszám      | Lövőhiba    | Időeredmény | Helyezés |
| ---------------------------------------------------------------------- | ---------------- | ----------- | ----------- | -------- |
| Ekaterina Dafovszka                                                    | 7,5 km sprint    | 2 (0+2)     | 25:06,7     | 29.      |
| Ekaterina Dafovszka                                                    | 15 km egyéni     | 1 (0+0+1+0) | 54:52,0     |          |
| Pavlina Filipova                                                       | 7,5 km sprint    | 3 (1+2)     | 25:34,8     | 41.      |
| Pavlina Filipova                                                       | 15 km egyéni     | 1 (0+0+0+1) | 55:18,1     | 4.       |
| Radka Popova Ekaterina Dafovszka Pavlina Filipova Valentina Pejcsinova | 4 × 7,5 km váltó | 3+9         | 1:48:55,2   | 16.      |

## Műkorcsolya
| Versenyző       | Versenyszám  | Rövid program     | Rövid program | Rövid program | Kűr               | Kűr     | Kűr         | Összesítés         | Összesítés |
| Versenyző       | Versenyszám  | Több. hely. száma | Hely.         | Hely. pont.   | Több. hely. száma | Hely.   | Hely. pont. | Helyezési pontszám | Helyezés   |
| --------------- | ------------ | ----------------- | ------------- | ------------- | ----------------- | ------- | ----------- | ------------------ | ---------- |
| Ivan Dinev      | Férfi egyéni | 5×7+              | 7.            | 3,5           | 6×14+             | 14.     | 14,0        | 17,5               | 11.        |
| Szofija Penkova | Női egyéni   | 9×28+             | 28.           | 14,0          | kiesett           | kiesett | kiesett     | kiesett            | kiesett    |

| Versenyző                         | Versenyszám | Kötelező tánc 1   | Kötelező tánc 1 | Kötelező tánc 1 | Kötelező tánc 2   | Kötelező tánc 2 | Kötelező tánc 2 | Eredeti (original) tánc | Eredeti (original) tánc | Eredeti (original) tánc | Kűr               | Kűr   | Kűr         | Összesítés         | Összesítés |
| Versenyző                         | Versenyszám | Több. hely. száma | Hely.           | Hely. pont.     | Több. hely. száma | Hely.           | Hely. pont.     | Több. hely. száma       | Hely.                   | Hely. pont.             | Több. hely. száma | Hely. | Hely. pont. | Helyezési pontszám | Helyezés   |
| --------------------------------- | ----------- | ----------------- | --------------- | --------------- | ----------------- | --------------- | --------------- | ----------------------- | ----------------------- | ----------------------- | ----------------- | ----- | ----------- | ------------------ | ---------- |
| Albena Denkova Makszim Sztaviszki | Jégtánc     | 7×18+             | 18.             | 3,6             | 5×18+             | 18.             | 3,6             | 6×18+                   | 18.                     | 10,8                    | 6×18+             | 18.   | 18,0        | 36,0               | 18.        |

## Rövidpályás gyorskorcsolya
Női
| Versenyző         | Versenyszám | Előfutam | Előfutam | Negyeddöntő | Negyeddöntő | Elődöntő | Elődöntő | B döntő | B döntő | Döntő   | Döntő   | Helyezés |
| Versenyző         | Versenyszám | Idő      | Hely.    | Idő         | Hely.       | Idő      | Hely.    | Idő     | Hely.   | Idő     | Hely.   | Helyezés |
| ----------------- | ----------- | -------- | -------- | ----------- | ----------- | -------- | -------- | ------- | ------- | ------- | ------- | -------- |
| Evgenija Radanova | 500 m       | 45,977   | 1.       | kizárták    | kizárták    | kiesett  | kiesett  | kiesett | kiesett | kiesett | kiesett | 14.      |
| Evgenija Radanova | 1000 m      | 1:39,279 | 2.       | 1:38,510    | 3.          | kiesett  | kiesett  | kiesett | kiesett | kiesett | kiesett | 11.      |
| Daniela Vlaeva    | 500 m       | 46,681   | 3.       | kiesett     | kiesett     | kiesett  | kiesett  | kiesett | kiesett | kiesett | kiesett | 18.      |
| Daniela Vlaeva    | 1000 m      | 1:37,124 | 3.       | kiesett     | kiesett     | kiesett  | kiesett  | kiesett | kiesett | kiesett | kiesett | 19.      |

## Sífutás
Férfi
| Versenyző         | Versenyszám         | Eredmény  | Helyezés |
| ----------------- | ------------------- | --------- | -------- |
| Szlavcso Batinkov | 10 km               | 33:23,2   | 84.      |
| Szlavcso Batinkov | 15 km üldözőverseny | 49:41,5   | 61.      |
| Szlavcso Batinkov | 30 km               | 1:50:35,0 | 60.      |

Női
| Versenyző        | Versenyszám         | Eredmény  | Helyezés |
| ---------------- | ------------------- | --------- | -------- |
| Irina Nikulcsina | 5 km                | 20:52,6   | 70.      |
| Irina Nikulcsina | 10 km üldözőverseny | 34:13,5   | 53.      |
| Irina Nikulcsina | 15 km               | 57:07,2   | 63.      |
| Irina Nikulcsina | 30 km               | 1:31:04,7 | 28.      |

## Snowboard
Giant slalom
| Versenyző     | Versenyszám | 1. futam | 1. futam | 2. futam | 2. futam | Összesítés | Összesítés |
| Versenyző     | Versenyszám | Idő      | Hely.    | Idő      | Hely.    | Idő        | Helyezés   |
| ------------- | ----------- | -------- | -------- | -------- | -------- | ---------- | ---------- |
| Marija Dimova | Női         | 1:23,31  | 23.      | 1:19,53  | 19.      | 2:42,84    | 20.        |